# Rhantus antarcticus
Rhantus antarcticus là một loài bọ cánh cứng trong họ Bọ nước. Loài này được Germain miêu tả khoa học năm 1854.